# Arjontikó
Arjontikó (en griego, Αρχοντικό) es una localidad de la unidad periférica de Pela, que pertenece al municipio de Pela y a la unidad municipal de Giannitsá. En 2011, su población ascendía a 218 habitantes.

## Yacimiento arqueológico

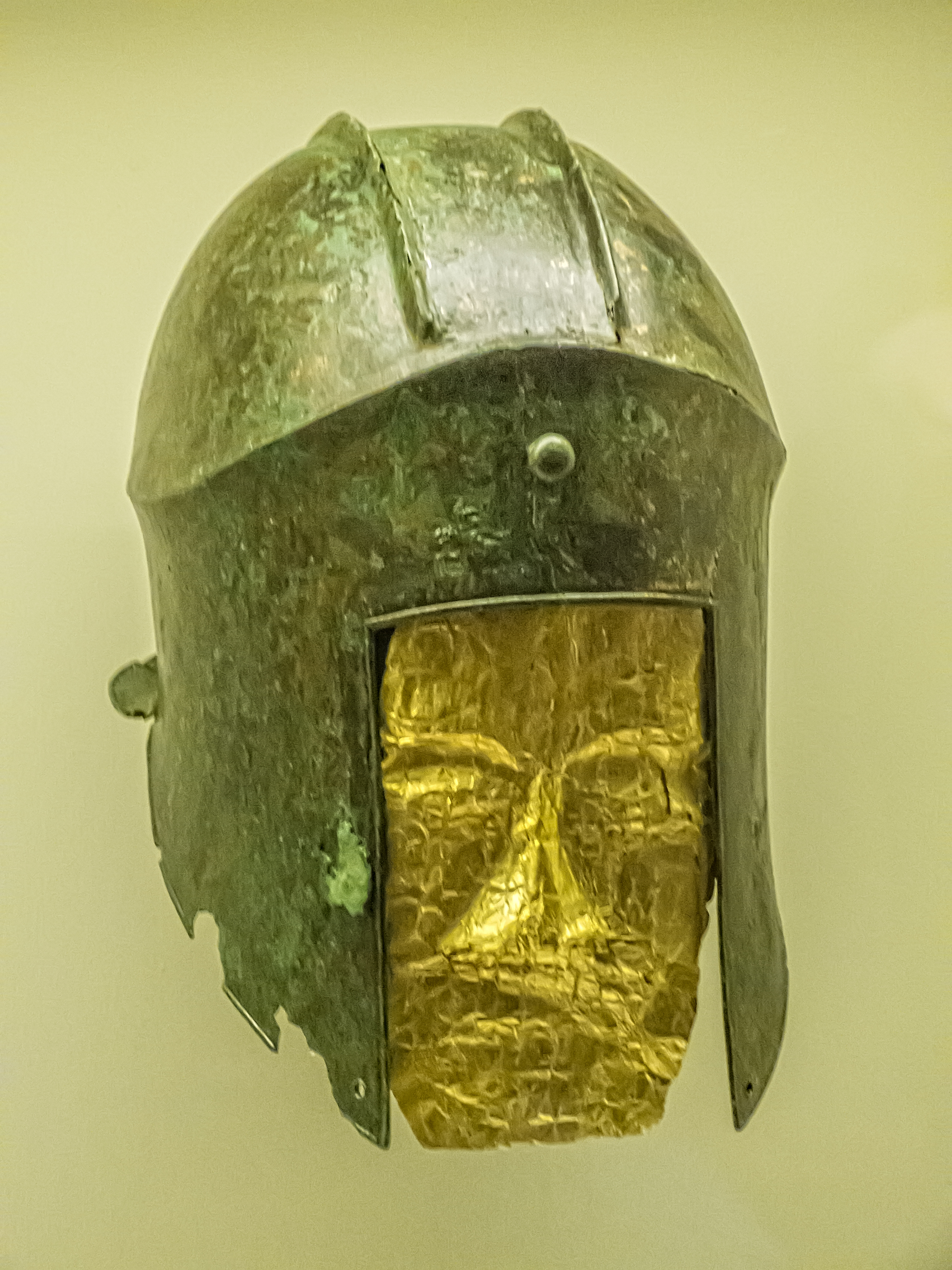
Casco de bronce con máscara de oro, expuesto en el Museo Arqueológico de Pela. Hacia 540-530 a. C.

En Arjontikó se encuentra un importante yacimiento arqueológico de un asentamiento que estuvo habitado desde el Neolítico hasta el periodo bizantino. Las excavaciones dependen del 17º Eforato de Antigüedades Prehistóricas y Clásicas y de la Universidad Aristóteles de Tesalónica, bajo la dirección de Pavlos Chrysostomou y Anastasia Chrysostomou. Los objetos hallados en las excavaciones se conservan en el Museo Arqueológico de Pela.
Se desconoce el nombre que tenía este asentamiento en la Antigüedad, aunque se ha sugerido que podría corresponder a la antigua Tirisa, documentada en algunos textos de Plinio el Viejo (IV,34) y Ptolomeo (Geografía III,12,36). En todo caso, se trataba de un asentamiento que tuvo gran importancia hasta el siglo V a. C., cuando Pela pasó a ser elegida como capital del Reino de Macedonia.  

### Asentamiento prehistórico
En la Edad del Bronce, el asentamiento de Arjontikó incluye restos desde finales de la Edad del Bronce Temprano y que tuvieron continuidad en la Edad del Bronce Medio, hasta la Edad del Bronce Reciente. Se han hallado restos de estructuras de viviendas de estos periodos, así como hogares para cocinar, herramientas y vasijas de diferentes formas. Otros objetos están relacionados con actividades textiles. Por otros restos hallados como semillas y huesos de animales se ha determinado que se realizaban actividades agrícolas y ganaderas, como la cría de cerdos, cabras y ovejas, la caza de ciervos, el cultivo de trigo, cebada y legumbres y la recolección de bellotas. Por otra parte, los abundantes restos de conchas marinas indican que también se realizaban actividades de pesca.

### Épocas arcaica, clásica y helenística
Se han identificado cuatro necrópolis en torno al asentamiento: la del sur, la del este, la del suroeste y la del oeste. En la necrópolis del sur se han hallado restos que pertenecen a principios de la Edad del Hierro, como puntas de lanza, otras armas y joyas de bronce. Se han asociado estos hallazgos a los botieos. La necrópolis oriental contiene restos entre los siglos VI y III a. C., con tradiciones que se asemejan a las de la necrópolis occidental pero con ajuares funerarios más pobres.
En la necrópolis occidental, que es la más grande, se han hallado gran número de tumbas, de las que la mayor parte corresponden a la época arcaica, aunque también hay algunas de época clásica y helenística. Muchas de las tumbas contenían valiosos ajuares funerarios que incluyen siete máscaras de oro; cuatro masculinas y tres femeninas. Además de inhumaciones, también aparecen cremaciones. Las características de los ajuares funerarios indican unas fuertes creencias en el más allá. Se ha estudiado el origen de los objetos de estos ajuares y se ha determinado que algunos proceden de talleres de Calcídica, de Atenas, de Corinto, de islas del Egeo y de la costa de Anatolia. Se da la circunstancia de que los hombres eran enterrados con la cabeza hacia el oeste, norte o sur, pero nunca hacia el este, mientras las mujeres tenían la cabeza orientada hacia el este, norte, o sur, pero nunca hacia el oeste. Los enterramientos masculinos solían incluir en el ajuar funerario armas y vasijas de barro, bronce y joyas. En los enterramientos femeninos se encuentran múltiples adornos hechos de oro, plata, fayenza, ámbar o vidrio, así como útiles para costura.
Una de las tumbas más destacadas es la número 458, que corresponde a una dama enterrada con joyas y otros objetos personales. Entre las joyas había diademas, un collar, placas de oro, un anillo, un pendiente, rosetas, fíbulas y una máscara funeraria de oro. También había modelos de un carro, de una mesa, de una silla y cuencos con formas de erizos, con la forma del dios-río Aqueloo, además de una cílica con representación de aves, así como figurillas femeninas.
Otro monumento destacado del yacimiento es un heroon funerario que data del siglo III a. C., decorado con relieves de escudos macedonios. Sin embargo, este monumento nunca fue ocupado por ningún enterramiento, quizá a causa de la invasión de los gálatas en Macedonia del 279 a. C.